# 革命防衛委員会 (キューバ)

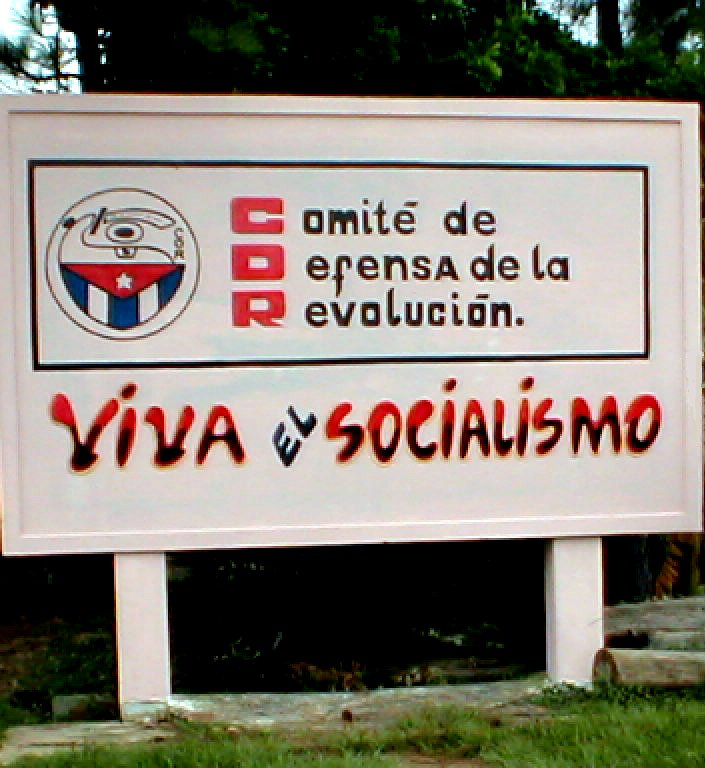
「ビバソーシャリズム (社会主義万歳」と書かれた革命防衛委員会の看板

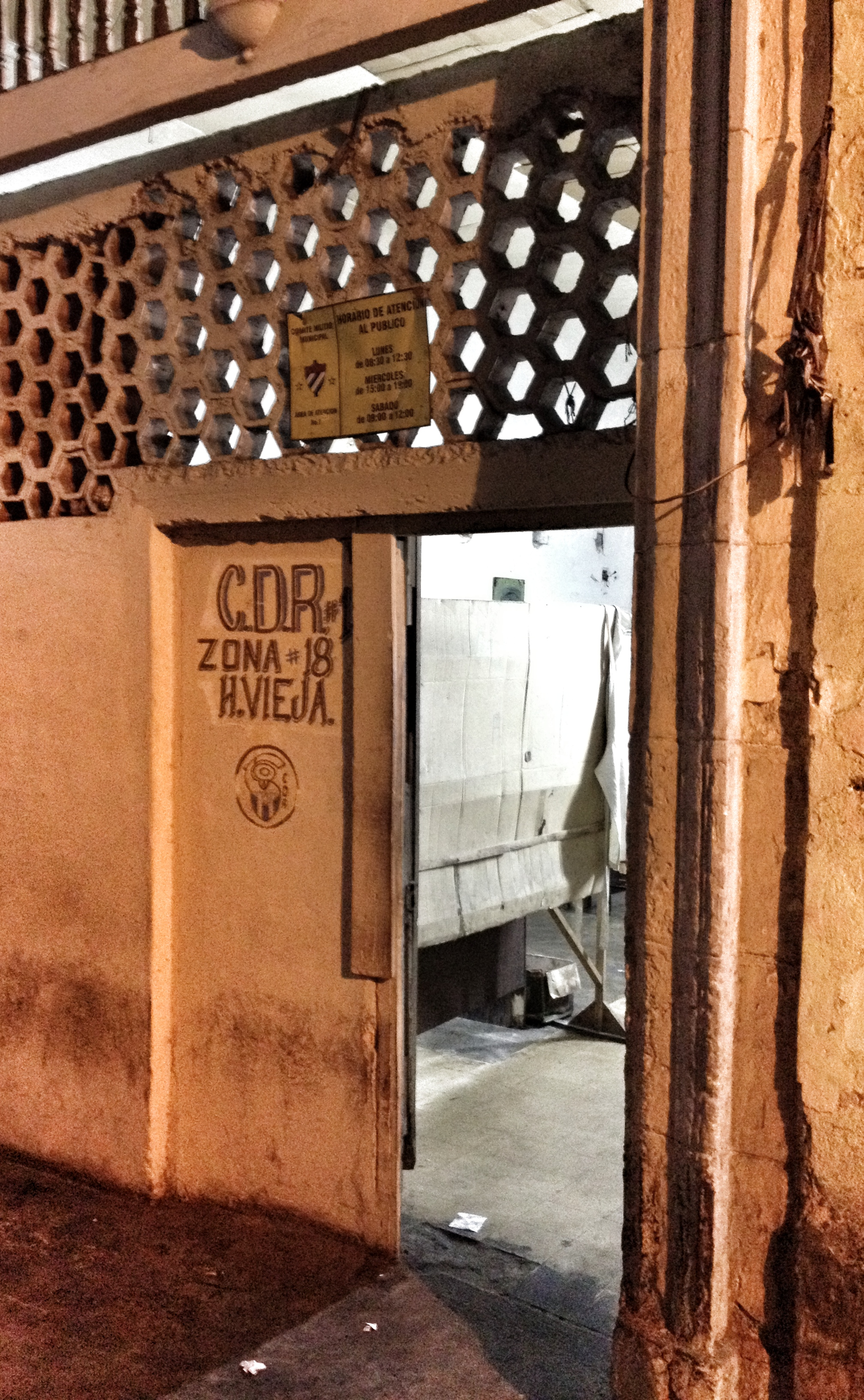
オールド・ハバナのマルティ通り中央公園沿いにある革命防衛委員会の事務所

革命防衛委員会（かくめいぼうえいいいんかい、スペイン語: Comités de Defensa de la Revolución、英語: Committees for the Defense of the Revolution、略称CDR）は、キューバ全土に広がる地域委員会のネットワーク・組織である。革命防衛委員会は、地域社会を支援しながら、「反革命的」活動に関する報告を行うために設立された。「革命の目と耳」とも称される。

## 設立
1959年のキューバ革命で、フィデル・カストロらによってフルヘンシオ・バティスタ政権が倒れた。しかし、革命後、ハバナでは「反革命」活動が渦巻いた。港湾労働者が弾薬の荷降ろしをしていると、フランスの貨物船ラ・クーブル号が爆発する事故が起き、75人から100人が死亡した。カストロはアメリカ合衆国による工作だと主張した。その後、破壊工作に対する民間防衛を求める声が革命政権で高まった。
さらに、1960年9月28日夜、カストロが演説中に大統領官邸の階段で爆弾が爆発したことが決定的だった。カストロはその後、次のように宣言した。
「我々は革命的な集団的警戒体制を構築する。そうすれば、帝国主義の手先たちが我々の周囲でどう活動しているかが分かるだろう。我々には、街のあらゆる場所に住む人民がいる。どのアパートにも、どの街角にも、どの区画にも、どの地区にも、ここに（聴衆の中に）十分に代表されていない人々はいない。帝国主義の侵略作戦に対抗するため、我々は革命的な集団的警戒体制を構築する。誰もが自分のブロックにいる他の全員のことを知ることができるようにし、彼らが何をしているのか、暴政（バティスタ政権）とどのような関係を持っていたのか、何を信じているのか、どんな人々に会っているのか、どんな活動に参加しているのかを知ることができるようにしよう。彼ら反革命分子はひどく失望するだろう。 あらゆるブロックで、大衆が組織化されれば、帝国主義者も、帝国主義者の手先も、帝国主義者に身を売った者も、活動することはできないのだ。」と述べ、CDRのスローガンは「¡En cada barrio, Revolución!（あらゆる地区で革命を！）」とした。
CDRは反革命活動を根絶するために設立された地域ボランティア委員会の集合体であり、現在は社会福祉事業や、災害救援も行っている。

## 組織
革命防衛委員長はキューバ共産党により、選出される。
各CDR支部には選出された支部長がおり、直属のCDR委員長に服従する。各ブロック長は、担当ブロック内のすべての市民に関する情報を収集し、地元警察、共産主義青年連盟やキューバ共産党などの捜査官、あるいは国家保安省（G2）の捜査官に提供する。
各委員会には、監視、イデオロギー、コミュニティと奉仕を担当する委員もいる。監視委員は、市民に関する報告書を書き、市民がどのくらいの頻度で家を訪問し、何人を家に招待しているか、現在の居場所、家族歴や職歴、受け取っている荷物の数、外出禁止令の遵守状況などを監視する。
イデオロギー委員は、人々を党へと向かわせるための政治資料を広め、革命的な道徳観を全体的に記録する役割を担う。コミュニティと奉仕担当は、休日に様々な活動を企画し、例えば街区内の衛生状態を最適に保つことなどを行う。
2010年には、全人口1,120万人のうち840万人のキューバ人が革命防衛委員会の委員として登録されていた。

## 批判的評価
CDRは、キューバ女性連盟、キューバ革命退役軍人協会、およびその他の公認団体とともに、反体制派に対する　拒絶行為(アクトス・デ・レピュディオ、actos de repudio)とよばれる侮辱、嘲笑、暴行、私刑を組織的に行なっていると、アムネスティ・インターナショナルやアメリカ合衆国下院外交委員会が報告している。
キューバの反体制派活動家エリザルド・サンチェスは、CDRを「組織的かつ大規模な人権侵害、イデオロギー的および抑圧的な差別のための道具」であり、彼らは警察と自警団を補助しているとのべている。
作家でキューバ亡命者のカルロス・アルベルト・モンタネールは、CDRは内務省が設立した大衆情報提供者ネットワークであり、社会的圧力を利用して情報提供者を募集し、情報提供者は地方委員会に編成されており、市民の個人情報を集積していると述べている。
戦争・平和報告研究所によれば、CDRはキューバ経済の大部分を占める公務員から疑わしい人々を排除するために報告を作成している
CDRは同性愛者やその他の「反社会的」な人々の特定に関与し、彼らは強制労働収容所生産支援部隊に収容された。
CDRはまた、1980年のマリエル難民事件となった難民に対し組織的な拒絶行為を頻繁に行なった。
歴史学者リリアン・ゲラらは、CDRの拒絶行為などを通じた反政府的な市民、反革命的分子に対する抑圧システムを、草の根独裁とよぶ